# Droga krajowa B257 (Niemcy)
Droga krajowa nr 257 (niem. Bundesstrasse 257, B257) – droga krajowa w Niemczech, w landach Nadrenia Północna-Westfalia 
i Nadrenia-Palatynat.
Droga swój początek ma w okolicach Bonn. B257 kończy się w Echternacherbrück, na granicy z Francją. Ma około 120 kilometrów.